# Rosetta@home
A Rosetta@home a Berkeley Open Infrastructure for Network Computing (BOINC) platformon futó elosztott számítási projekt. A Washingtoni Egyetem Baker Laboratóriumában futó program célja a fehérjeszerkezet-előrejelzés, valamint új fehérjemolekulák tervezése. Az ötvenötezer önkéntes számítógépeinek összekapcsolásával futó szoftver teljesítménye 2020. szeptember 19-én 487 946 GigaFLOPS. A Foldit online videójáték a crowdsourcing modelljét alkalmazva járul hozzá ezen célokhoz. A Rosetta@home-ot a proteomika (fehérjevizsgálat) mellett a malária, Alzheimer-kór és más megbetegedések kutatására is használják. A szoftverbe építendő komponensek alfatesztelése a RALPH@home projekt keretein belül zajlik.
A többi BOINC-projekthez hasonlóan a Rosetta@home a számítógép üresjáratát használja a számítások elvégzésére; az eredményeket a központi szerverre küldi, majd ellenőrzést követően közös adatbázisba kerülnek. A felhasználók hozzájárulásaikat a program képernyővédőjén követhetik nyomon.
A projekt keretében a szerkezeti bioinformatika új eljárásait is kutatják; az eredményeket más szoftverekhez (például RosettaDock) használják fel. A rendszer két fontos komponense a CASP és CAPRI; előbbi célja a fehérjeszerkezet-előrejelzés, utóbbié pedig a fehérjék molekuláris szerkezetének vizsgálata. A teszteket kétévente futtatják le. A Rosetta@home a háromdimenziós fehérjevizsgálati rendszerek egyik legjobbja. A Covid19-pandémia elleni kutatáshoz csatlakozó felhasználóknak köszönhetően a rendszer teljesítménye 2020. március 28-án meghaladta az 1,7 PetaFLOPS-ot. A rendszer kutatói által 2020. szeptember 9-én közzétett dokumentáció tíz lehetséges antivirális fehérje leírását tartalmazza. A projekt a megelőzés és a kezelés lehetséges módjainak vizsgálatában is részt vett. A Rosetta@home csapata szerint az önkéntesek hozzájárultak az Icosavax IVX-411 vakcinájának (és az antivirális fehérjék) kifejlesztéséhez, melynek első és második fázisú tesztjei 2021 júniusában kezdődtek meg.
A Rosetta@home hozzájárult egy lehetséges rákellenes gyógyszer, az NL-201 kifejlesztéséhez is.

## A szoftver leírása
A Rosetta@home szoftver és a BOINC környezet Windowson, Linuxon, macOS-en és más operációs rendszereken (például FreeBSD) is futtatható. A részvételhez 500 MHz-es processzorra, 200 MB szabad tárterületre, 512 MB RAM-ra és internetkapcsolatra van szükség. A kliens és a szerver közötti kommunikáció a 80-as (HTTP), a jelszó ellenőrzése pedig a 443-as (HTTPS) porton zajlik. A BOINC-kliens a helyi és távoli feladatokhoz az 1043-as és 31416-os portokat használja. A távoli szerveren található feladategységeket a rendszer az önkéntesek számítógépéhez rendeli; a duplikátumok elkerülése érdekében minden feladat egyedi azonosítót kap, ez segít a fehérje energiatérképének megrajzolásában is. A Rosetta@home által alkotott szerkezeti előrejelzések a legkedvezőbb (például természetes) állapotot jelző globális minimumot határozzák meg.
A grafikus felhasználói felület elsődleges komponense az adott feladat előrehaladását jelző képernyővédő, amelyen a fehérje átalakulása, valamint a szabadentalpia függvénye látható. A képernyőről a négyzetes közép eltérése is leolvasható.
A többi BOINC-projekthez hasonlóan a Rosetta@home is a felhasználó számítógépének üresjáratát használja a feladatok futtatásához. Az eredetileg Fortran nyelven íródott programnak 2008. február 8-án jelent meg C++-alapú, objektumorientált verziója. A Rosetta Commons által karbantartott forráskód a tudományos közösség számára ingyenesen, a gyógyszerészeti cégek számára pedig díjfizetés ellenében érhető el.

## Jelentősége
A fehérjék háromdimenziós képét röntgenes vizsgálattal vagy mágneses magrezonanciával (NMR) tudják megállapítani. A folyamat lassú (hetekig, vagy akár hónapokig is tarthat) és drága (egy fehérje lemodellezése százezer dolláros költséggel jár). Az új szekvenciák felfedezésének üteme jóval meghaladja a szerkezetük megállapításáét: a Biotechnológiai Információk Nemzeti Központjában 7,4 millió fehérjét tartanak nyilván, azonban a fehérjeadatbankban mindössze 52 ezer háromdimenziós szerkezetet tárolnak. A Rosetta@home céljai között szerepel a képalkotás gyorsabbá és olcsóbbá tétele, valamint a nehezen vizsgálható membránfehérjék (például a G-protein-kapcsolt receptorok) szerkezetének feltérképezése.
A képalkotás eredményét a kétévenkénti CASP-vizsgálatban értékelik ki, melynek részeként a szerkezeti felépítést megpróbálják az aminosav-szekvenciából levezetni. A Rosetta@home csapata volt az első, amely T0281 jelű mintájával képes volt a fehérjeszerkezetet az atomi szint közeléig visszafejteni. Az ab initio leképezés nehézkes, mivel a szerkezeti helyett csak a szekvenciális homológiára és a fehérje fizikai kölcsönhatásaira támaszkodhat. A Rosetta@home 2006 óta használja a CASP-ot; a 7-es verzió idején a csapat az önkéntesek által biztosított számítási kapacitásnak köszönhetően minden kategóriában az élmezőnyben volt. A CAPRI projektben hasonló eredményeket értek el.
2008 elején a természetben addig soha nem vizsgált módszerrel alkottak fehérjét; ehhez az ötletet egy 2004-es tanulmány adta, amely a fehérjéknek a természeteshez képest fejlettebb enzimi aktivitását mutatta be. A David Baker csapata által 2008-ban dokumentált módszertannak fontos szerepe lehet a gyógyszerkutatás, a kármentesítés és a zöld kémia területén is.

## Betegségkutatás
A megbetegedésekkel kapcsolatos kutatások a David Baker által vezetett dokumentációban olvashatóak, amelyek 2016 előtt a projekt fórumán jelent meg, azóta pedig a hírek között teszik közzé.

### Alzheimer-kór
A Rosetta@home-mal feltérképezték az Alzheimer-kórt okozó amiloidok szerkezetét, azonban azt nem tudni, hogy ezzel sikerülhet-e a kór kialakulását meggátolni.

### Lépfene
A RosettaDock segítségével feltérképezték a lépfene toxinjának kialakulását, melynek köszönhetően fejlettebb vakcinákat sikerült előállítani.

### Herpesz
Az immonglobulin G és a HSV-1 (herpeszvírus) kölcsönhatásának vizsgálatával kiküszöbölhetők a fehérje–fehérje-kapcsolatok kristálytani vizsgálatainak problémái.

### HIV
A Bill & Melinda Gates Foundation által nyújtott 19,4 millió dolláros támogatást a humán immundeficiencia-vírus (HIV) elleni vakcinák fejlesztésére használták fel.

### Malária
A Grand Challenges In Global Health kezdeményezés keretein belül kutatott endonukleáz segíthet a maláriát terjesztő szúnyogok kiirtásában vagy a betegség terjesztésének megakadályozására. A fehérje–DNS kapcsolatok modellezésével és befolyásolásával a Rosetta@home fontos szerepet tölt be a rák kezelésében is ígéretes génterápiában.

### Covid19
A molekuláris vizsgálatok a SARS-CoV-2 tüskefehérje felépítését a laboratóriumi mérhetőség előtt hetekkel meg tudták állapítani. 2020. június 26-án bejelentették, hogy a koronavírus virionjait semlegesítő fehérjét hoztak létre. Szeptember 9-én a Science magazinban tíz gátló fehérjét dokumentáltak, amelyek esetében vizsgálják a koronavírus kezelésében való használhatóságot.
A Rosetta@home közreműködésével egy Covid19-vakcinát is kifejlesztettek.

### Rák
A Rosetta@home kutatói által kifejlesztett interleukin-2 receptor hatásosnak bizonyult a rák ellen. A 2020 szeptemberében a The New Yorkernek adott interjújában David Baker szerint a Neoleukin kezelésének embereken való tesztelése „az év későbbi szakaszában” kezdődhet meg. 2020 decemberében bejelentették, hogy a tesztelés első fázisához szükséges engedélyeket benyújtják az amerikai gyógyszerügynökségnek (120 résztvevővel hasonló kérelmet nyújtottak be Ausztráliában). A tesztelés 2021. május 5-én kezdődött meg.

## Komponensek

### RosettaDesign

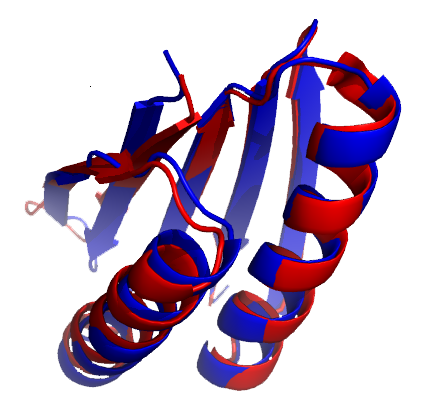
A Top7 fehérje szuperpozíciója (piros) és kristályszerkezete (kék)

A 2000-ben létrehozott RosettaDesignnal 2002-ben sikerült létrehozni a természetben korábban nem észlelt alakú Top7 fehérjét. A szoftver segítségével elért 1,2 ångström szokatlanul pontos előrejelzést jelent. A tanulmány 2002-ben jelent meg a Science folyóiratban. A fehérjeadatbank a Top7-et 2006 októberében a hónap molekulájának választotta; a Rosetta@home logója a fehérjemagok kristálytani képéből áll.
Brian Kuhlman, a Rosetta@home csapatának egykori tagja (ma az Észak-karolinai Egyetem (Chapel Hill) docense) a RosettaDesignt online szolgáltatásként biztosítja.

### RosettaDock
A fehérjék kölcsönhatásának vizsgálatára alkalmas RosettaDockot 2002-ben, az első CAPRI-kiértékeléskor állították üzembe. A kísérlet során a streptococcus pyogenes A exotoxinja és egy T-limfocita béta láncolata, valamint a sertésekben jelenlévő alfa-amiláz és a tevefélékben megtalálható antitestek közötti kölcsönhatásokat vizsgálták. Ugyan a RosettaDockkal a lehetséges hétből csak kettő becslés volt sikeres, a CAPRI-vizsgálat 19 eredményéből ez volt a hetedik legjobb.
Mivel Jeffrey Gray, a RosettaDock atyja a Johns Hopkins Egyetemen folytatta karrierjét, távollétében a Washingtoni Egyetem saját verziót fejlesztett; az eltérések ellenére mindkettő jól teljesített a CAPRI-kiértékelésen. Gray szoftverváltozata nem kereskedelmi célokra ingyenesen elérhető.
2006 októberében a RosettaDockot a Rosetta@home-ba integrálták, ezáltal a kölcsönhatások modellezéséhez elegendő a fehérjegerinc felhasználása. Az ezt követő finomhangolás során az oldalláncos reakciókban a fehérjéket a legalacsonyabb energiaszint felvétele érdekében optimalizálták. A megnövekedett számítási kapacitásnak köszönhetően a harmadik CAPRI-kiértékelés során a Rosetta@home a 63 csoportból a 6. legjobb eredményt érte el.

### Robetta
A Robetta (Rosetta Beta) szerver a Baker Laboratórium által biztosított fehérjeszerkezet-előrejelző rendszer. A szervert 2002 óta használják a CASP-vizsgálatokban (CASP5, 6 és 7 verziók), ahol a gépi és emberi előrejelzés esetén is az átlagnál jobban szerepelt. A CASP8-nál már a Rosetta@home nagy felbontású atomi finomhangoló módszerét használták; korábban a Rosetta@home-énál alacsonyabb pontosságot a funkció hiányával magyarázták. A CASP11-nél a rendszer a GREMLIN nevű fehérje-kölcsönhatási térképpel egészült ki.

### Foldit
Az önkéntesek javaslatára 2008. május 9-én online videójátékot tettek közzé, amelynek szeptember 25-én már több mint 59 ezer felhasználója volt. A szoftverben a fehérjék szerkezetének és aminosavainak manipulációjával kell kedvezőbb változatokat létrehozni. A játékosok egyedül vagy csapatban is részt vehetnek a programban, amiért pontokat szerezhetnek.

## Összehasonlítás hasonló projektekkel
Az alábbi projektek célja a Rosetta@home-hoz hasonló, azonban a megvalósítás módja eltérő. A QMC@Home, Docking@Home, POEM@Home, Similarity Matrix of Proteins és TANPAKU szoftverek szintén a BOINC platformot használják.

### Folding@home
A Folding@home az egyetlen fehérjekutató szoftver, amely nem a BOINC-platformon fut. Az Alzheimer-kórt vizsgáló Folding@home a fehérjéket molekuláris modellekkel vizsgálja. A Folding@home-ot a Rosetta@home-mal elért eredmények ellenőrzésére is használják. A Folding@home a Rosetta@home számítási kapacitásának közel 108-szorosát használja.

### World Community Grid
A World Community Grid részeként működő Human Proteome Folding Project (HPF) keretein belül a genomok szerkezetét vizsgálták. Richard Bonneau, a HPF atyja részt vett a Rosetta@home megalkotásában.

### Predictor@home
Az egykori Predictor@home célja szintén a fehérjeszerkezet-előrejelzés volt, amelyhez a dTASSER-módszertant használta.

## Önkéntesek közreműködése
2020. március 28-án a 150 országból bekapcsolódó 53 ezer felhasználó 54 800 számítógépe több mint 1,7 PetaFLOPS teljesítményt biztosított. A résztvevők hozzájárulásaikat BOINC-kreditekkel követhetik nyomon. A CASP-vizsgálathoz fehérjeszerkezetet előrejelző felhasználókat megemlítik a tudományos publikációkban, a legalacsonyabb energiaszintet előrejelző résztvevő (egyéni felhasználó vagy csoport) felkerül a projekt honlapjának „Nap előrejelzője” szakaszába, a profiljukat teljesen kitöltők közül véletlenszerűen kiválasztott résztvevőt pedig a nap felhasználójának választják.

## Fordítás
- Ez a szócikk részben vagy egészben  a   Rosetta@home című angol Wikipédia-szócikk ezen változatának fordításán alapul.  Az eredeti cikk szerkesztőit annak laptörténete sorolja fel. Ez a jelzés csupán a megfogalmazás eredetét és a szerzői jogokat jelzi, nem szolgál a cikkben szereplő információk forrásmegjelöléseként.